# Bridgeport (Alabama)
Bridgeport – miasto w Stanach Zjednoczonych, w stanie Alabama, w hrabstwie Jackson. W 2010 roku było zamieszkane przez 2418 osób. W roku 2023 liczba mieszkańców spadła do 2262 osób, a gęstość zaludnienia do 196 osób/km².